# Hatikva (politická strana)
Hatikva (hebrejsky: התקווה, doslova „naděje“) je minoritní izraelská politická strana. Jedná se o pravicovou sekulární stranu, jejímž předsedou je současný člen Knesetu za stranu Moledet, Arje Eldad. Eldad prohlásil, že by se stranou chtěl kandidovat ve volbách do příštího Knesetu v rámci strany Národní jednota. Strana byla založena 9. prosince 2007.